# Platalea
Platalea és un gènere d'ocells que formen per si mateix la subfamília dels plataleins (Plataleinae), dins l'ordre dels pelicaniformes (Pelecaniformes) i la família dels tresquiornítids (Threskiornithidae), que també inclou els ibis. El nom del gènere Platalea deriva del grec antic i significa "ample", fent referència a la forma distintiva del bec. Es reconeixen sis espècies, que encara que normalment es col·loquen en un sol gènere, de vegades s'han dividit en tres gèneres.
Aquest gènere es distribueix per zones càlides i humides de diferents punts del planeta. Als Països Catalans, l'única espècie que es presenta amb una certa regularitat és el becplaner (Platalea leucorodia). El nom de becplaner és extensiu a la resta dels ocells de la subfamília.
Tots els becplaners tenen uns becs grans, plans i espatulats i s'alimenten en aigües poc profundes, escombrant el bec parcialment obert d'un costat a l'altre. En el moment en què qualsevol petita criatura aquàtica toca l'interior del bec — un insecte, un crustaci o un peix petit — es tanca. Els becplaners generalment prefereixen l'aigua dolça a la salada, però es troben en ambdós ambients. Passen moltes hores al dia alimentant-se.

## Taxonomia
El gènere Platalea va ser introduït el 1758 pel naturalista suec Carl Linnaeus el 1758 en la desena edició de la seva Systema Naturae. El nom del gènere deriva del grec antic platea que significa "ample", fent referència a la forma distintiva del bec. L'espècie tipus va ser designada com a becplaner comú (Platalea leucorodia) per George Robert Gray el 1840.
Tradicionalment, s'ha pensat que formen una de les dues subfamílies, Plataleinae, de la família Threskiornithidae, que també inclou els ibis (Threskiornithinae). Els estudis moleculars, inclòs un estudi de 2013, han suggerit, en canvi, que formen un clade dins de la família amb diversos gèneres d'ibis cosmopolites, separats d'un altre clade d'ibis del Nou Món.
Un estudi del 2010 sobre l'ADN mitocondrial dels becplaners realitzat per Chesser i els seus col·legues va trobar que el becplaner rosat i becroc eren el parent més proper l'un de l'altre, i els dos descendien d'una branca primerenca dels avantpassats de les altres quatre espècies de becplaners. Consideraven que l'evidència genètica significava que era igual de vàlid considerar que les sis es classifiquen dins del gènere Platalea o, alternativament, que dues de les espècies es col·loquin en gèneres monotípics anomenats Platibis i Ajaja. Tanmateix, com que les sis espècies eren tan semblants morfològicament, mantenir-les dins d'un mateix gènere es va considerar que tenia més sentit.

## Descripció
És característic del gènere el bec gran i pla que fan servir per a alimentar-se en aigües poc profundes, escombrant amb aquest, parcialment obert d'un costat a l'altre.
Els ulls estan posicionats per proporcionar visió binocular a les culleres, tot i que, quan s'alimenta, els sentits tàctils també són importants. Com els ibis, les culleres tenen taques nues de pell al voltant del bec i dels ulls.

## Criança
Són ocells monògams, però, fins on se sap, només per una temporada de cria. La majoria de les espècies nien en arbres o jonqueres, sovint amb ibis o agrons. El mascle reuneix material per al niu, majoritàriament pals i canyes, perquè la femella doni forma a una gran construcció en forma de tassa, poc profunda, que varia en forma i consistència en funció de l'espècie.
La femella pon uns 3 ous ovals de color blanc, que els dos membres de la parella coven. Els pollets, que no neixen al mateix temps, són criatures cegues que no poden tenir cura de si mateixos de moment. Tots dos pares els alimenten regurgitant aliment. Els becs dels pollets són curts i rectes, i van adquirint la forma característica de l'adult, a mesura que van creixent. L'alimentació del pollet es prolonga unes setmanes després de l'abandó del niu.

## Espècies i distribució
Aquest gènere es classifica en 6 espècies:
| Espècie de Platalea                   | Espècie de Platalea | Espècie de Platalea | Espècie de Platalea |
| Noms comuns i científics              | Imatge              | Descripció | Interval |
| ------------------------------------- | ------------------- | --- | --- |
| Becplaner comú (Platalea leucorodia)  |                     | Els adults i els juvenils són en gran part blancs amb les puntes exteriors de les ales negres i els becs i potes foscos. Cria en canyissars, generalment sense altres espècies.                                   | Nord-est d'Àfrica i bona part d'Euràsia des de les illes Britàniques fins al Japó                                                     |
| Becplaner menut (Platalea minor)      |                     | Estretament relacionat amb el becplaner comú. | Àsia oriental : Taiwan, Xina, Corea i Japó                                                                                            |
| Becplaner africà(Platalea alba)       |                     | Espècie blanca gran, de la qual es pot distingir per la seva cara rosada i el bec generalment més pàl·lid. El seu aliment inclou insectes i altres petites criatures, i fa el niu en arbres, aiguamolls o roques. | Àfrica i Madagascar |
| Becplaner reial (Platalea regia)      |                     | Un gran becplaner reial amb una cara negra. | Al llarg d'Austràlia i Nova Zelanda (en particular l'illa del Sud ); vagabunds a Papua Nova Guinea, Indonèsia i les illes del Pacífic |
| Becplaner becgroc (Platalea flavipes) |                     | Un becplaner becgroc amb el bec de color groc. | Sud-est d'Austràlia |
| Becplaner rosat (Platalea ajaja)      |                     | Els adults són grans amb plomes rosades. | Amèrica del Sud, el Carib i el sud-est dels Estats Units                                                                              |